# Château-Chinon (Ville)
Château-Chinon (Ville) – miejscowość i gmina we Francji, w regionie Burgundia-Franche-Comté, w departamencie Nièvre.
Według danych na rok 1990 gminę zamieszkiwały 2502 osoby, a gęstość zaludnienia wynosiła 585 osób/km² (wśród 2044 gmin Burgundii Château-Chinon (Ville) plasuje się na 79. miejscu pod względem liczby ludności, natomiast pod względem powierzchni na miejscu 1275.).

## Współpraca zagraniczna
- Cortona, Włochy
- Timbuktu, Mali
- Villeréal, Francja